# Les lauriers sont coupés (nouvelle)
Pour les articles homonymes, voir Les lauriers sont coupés.
Les lauriers sont coupés est une nouvelle d'Édouard Dujardin publiée en 1887 dans La Revue indépendante sous la forme de feuilleton. Elle est la première manifestation de monologue intérieur.

## Réception critique
Lorsque la nouvelle paraît en 1887, elle est peu commentée. On en fait une curiosité sans en voir l’ampleur révolutionnaire qu'on lui connait aujourd'hui. La nouvelle sombre dans l'oubli après sa publication. L'époque marque l'arrivée du symbolisme et c'est ce type d’œuvres qui sera plus discuté. Dans une lettre à Valery Larbaud, Édouard Dujardin affirmera que bien que la nouvelle ne contienne pas d'éléments « à la mode », elle se rapproche du symbolisme par « ce souci de la vie intérieure». 
On a cru faussement[style à revoir] que le premier monologue intérieur était le soliloque de Molly Bloom dans Ulysse de James Joyce, mais cette idée est réfutée par Valery Larbaud, qui signe la préface de la nouvelle dans l'édition de 1925. Il rapporte dans cette préface que Joyce avait inclus ce texte comme source formelle d'Ulysse. À cette époque cependant, la communauté littéraire refuse encore de voir Dujardin comme l'inventeur d'un style si moderne. On l'associe à une autre époque, puisqu'il était un des acteurs du courant symboliste. De plus, ses valeurs politiques et sociales conservatrices sont mal aimées de la communauté littéraire.
En 1931, Édouard Dujardin publie un essai sur la question du monologue intérieur intitulé Le monologue intérieur, son apparition, ses origines, sa place dans l'œuvre de James Joyce et dans le roman contemporain. Cet essai permet de replacer dans l'histoire littéraire la véritable parenté de ce style, un travail qu'avait débuté Valery Larbaud auparavant.